# 潭子將軍廟
24°11′57″N 120°42′01″E / 24.199288°N 120.700345°E
潭子將軍廟，是位於臺灣臺中市潭子區頭家里的廟宇，祭祀乙未戰爭頭家厝之役陣亡的義軍。

## 戰事
1959年出版、潭子鄉農會總幹事郭阿笨編印的《潭子鄉土誌》記載頭家厝（今潭子區頭家里）曾發生乙未戰爭戰事，為光緒廿一年（1895年）8月24日，山根信成少將以近衛師團為先鋒，由大甲進軍彰化，被地方義勇軍毀壞橋路。
25日晨，中岡枯保大佐以志賀大尉為前衛、遣勝田中尉為尖兵長，率領哨兵南下，被自大墩北上的黑旗軍及自投義旗的民兵於頭家厝襲擊。日軍五員陣亡。牧野騎兵中尉逃回本隊，日軍即起大隊南進。義勇軍於舊社溝南面，分兵埋伏於頭家厝大路，展開激戰。
舊社六庄的義勇軍並以舊社南興宮作後勤支援。26日晨，日軍三路暗襲齊攻。義勇軍敗退陣，歿者五十多員。

## 蓋廟
在頭家厝的和平路二百一十巷邊，有座埋有屍骨的小土堆，長約一百公尺、寬五公尺，由附近居民每年祭拜。地方傳說，這些人是明末清初時來臺，不知死於何場戰爭；也有人說，這乃乙未戰爭義勇軍的屍骨。
此土堆位在私人土地。遷往台中市的地主，曾想把該地闢為耕地但未遂。1980年，和平路拓寬時，地主同意無條件提供土地，地方父老決定捐地建廟，但因先籌建得天宮媽姐廟而耽擱下來。
1990年6月，土木包商廖俊龍承包頭家村的國際皮革公司土木工程，晚上與妻子江玉枝睡在工寮看守鋼筋，附近就為此土堆。廖俊龍表示，當時妻子晚上夢見三位身高七尺、穿灰色衣袍的大漢，表示施工吵鬧，要求江玉枝把他們屍骨及盔甲裝在罈子內。江玉枝不信，第二天無緣無故跌倒，後來又夢見壯漢稱只是給警告，不必求醫，傷口會逐漸癒合。由於妻子一連五天夢見這三位壯漢，於是廖俊龍僱工挖此土堆，挖到白骨、風化的鐵製盔甲、鐵器，還有女人用的四枚戒指、一個手鐲、一隻耳環、一個項鍊墜子。廖俊龍將白骨、盔甲等放在廿多個罈子內，許多民眾聞風前往祭拜。
潭子鄉公所得知後，邀請台灣省文獻會主任委員洪敏麟、台中縣誌總編輯陳炎正、潭水亭管理委員會主任委員戴春波等人到現場考證，而負責編纂鄉誌的鄉公所研考員劉清國在《潭子鄉土誌》中找出「頭家厝之激戰」。他們認為潭子鄉只有一條頭家巷（和平路）通往台中、黑旗軍劉永福後代又在該鄉甘蔗村落戶，所以文獻真實性很高，與此土堆的傳說甚為吻合。鄉公所表示已委請洪敏麟考證，如確實為人稱作「白槍隊」的義軍遺骨，將於原地建紀念碑，並訂為該鄉專屬紀念日，每年公祭追思。
地方耆老則以擲筊方式認定這些遺骨即陳尚志為首的義勇軍，由鄰長陳瑞卿等在當地發起捐款蓋廟。要興建前，正是六合彩、大家樂最盛行時，坊間傳出將軍爺出明牌靈驗，謝神香客樂捐半年內就達一千多萬元，不少外地人特定包遊覽車來求明牌。1991年，廟身建造完成。

## 祭祀
以農曆四月十四為將軍爺誕辰，廟內祀六十四甕半人高的骸骨甕。
將軍廟管理委員會主委陳坤明說明信徒常來祈求國家考試上榜、標工程得標及尋找失物。2007年首次舉辦發財金，供信徒借錢，廟方主委陳坤明及頭家東村村長劉進福也來參與。

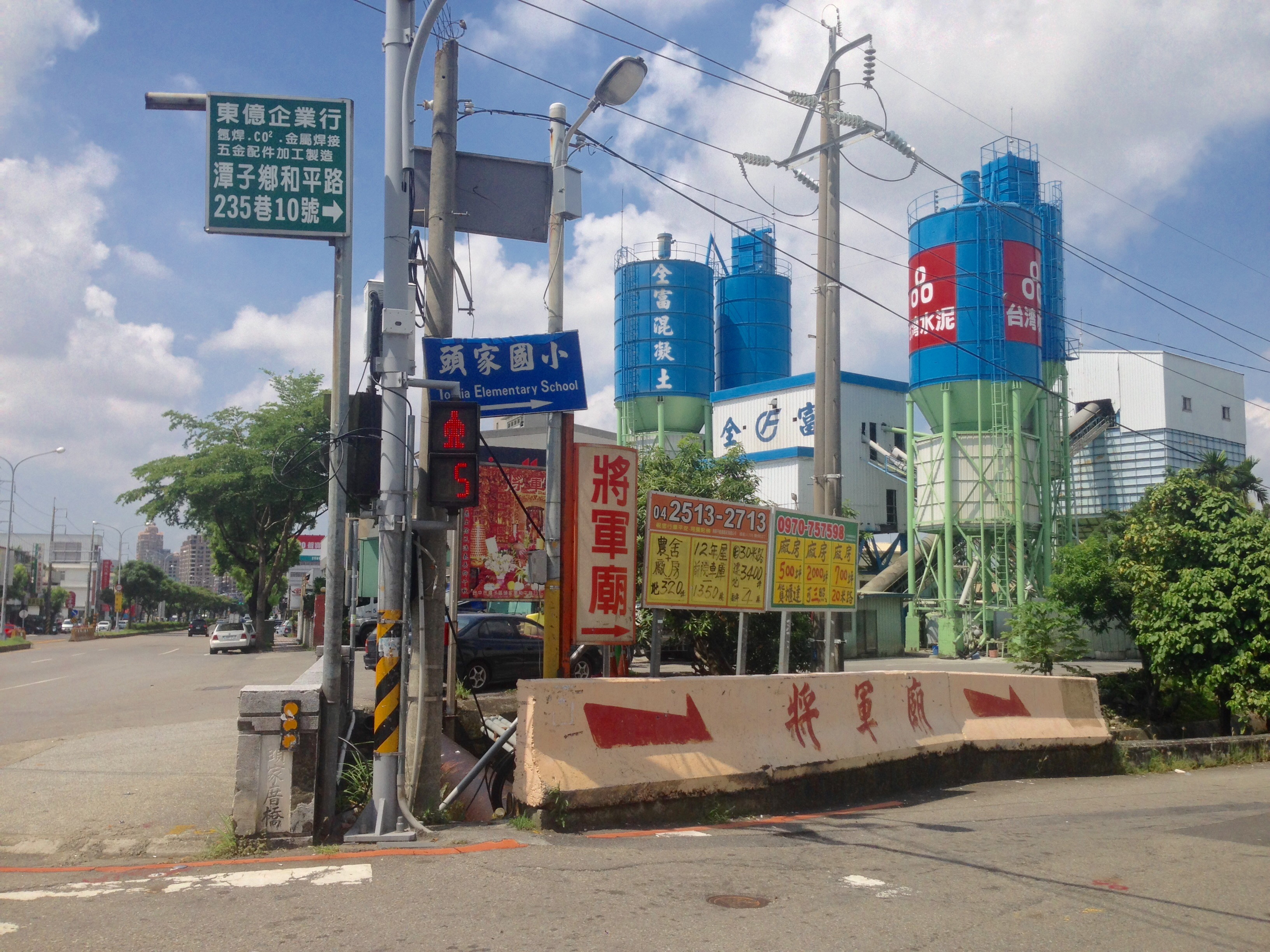
台3線頭家厝橋的路標。
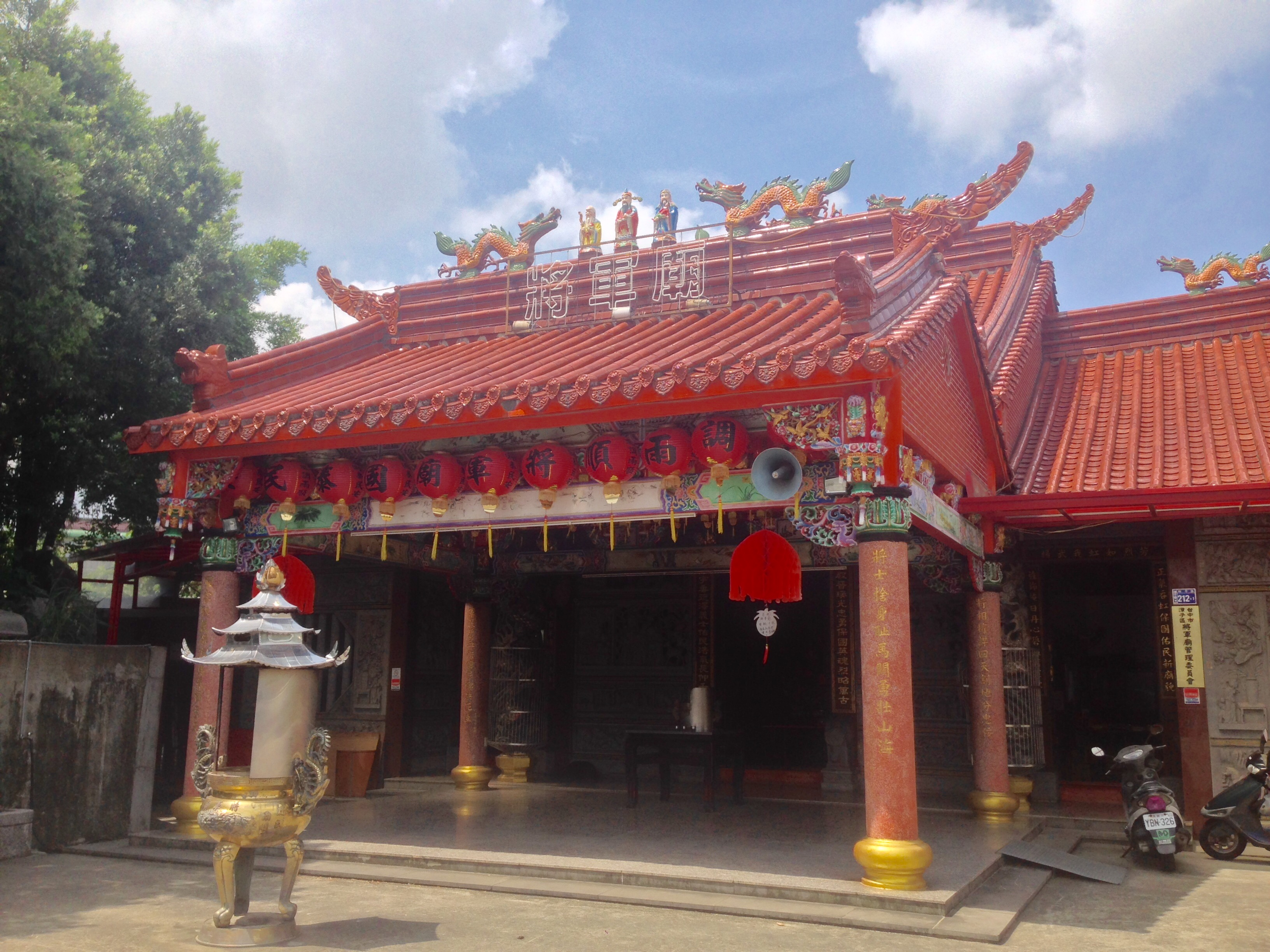
廟身
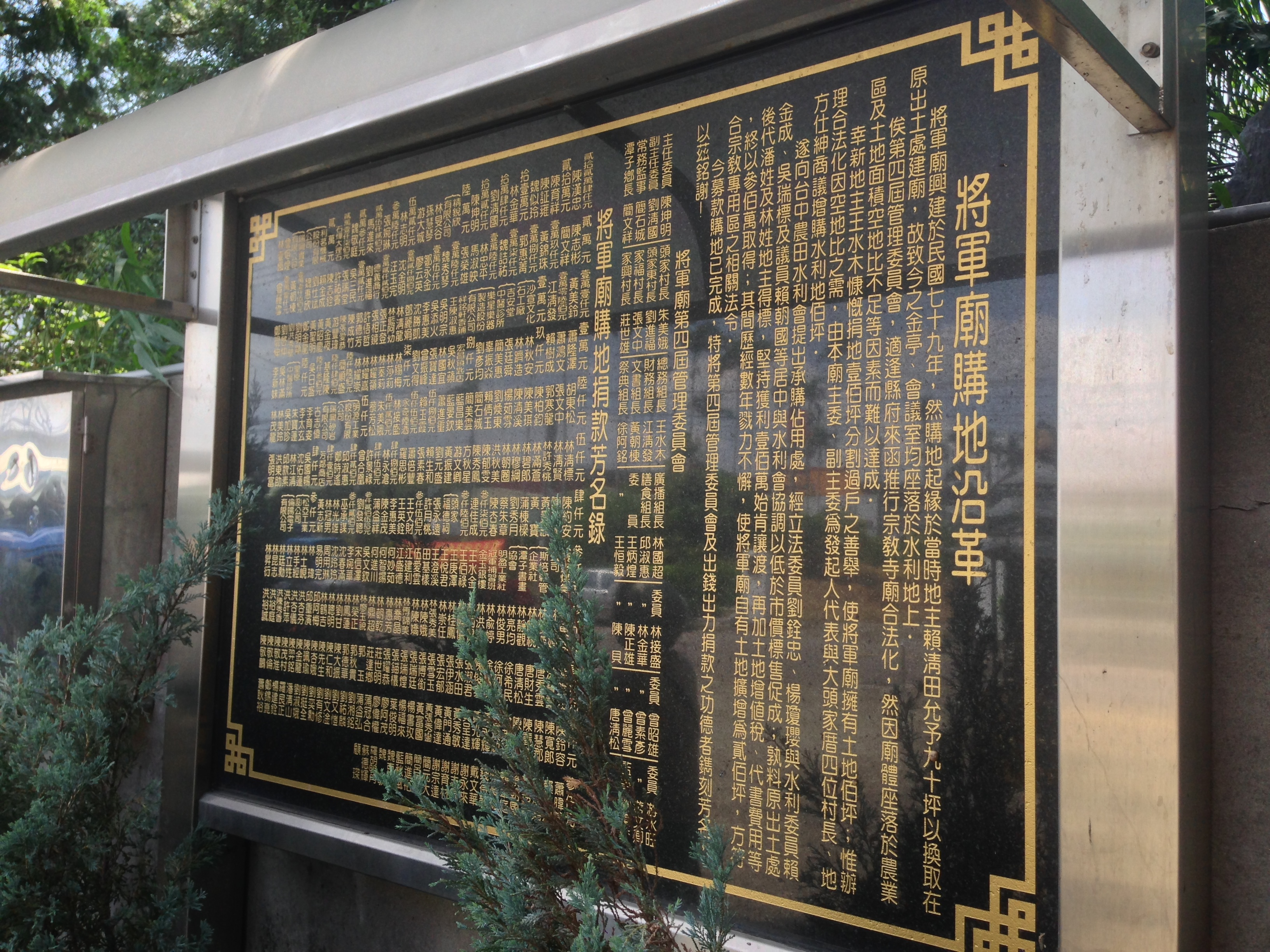
購地沿革，寫1990年建立。
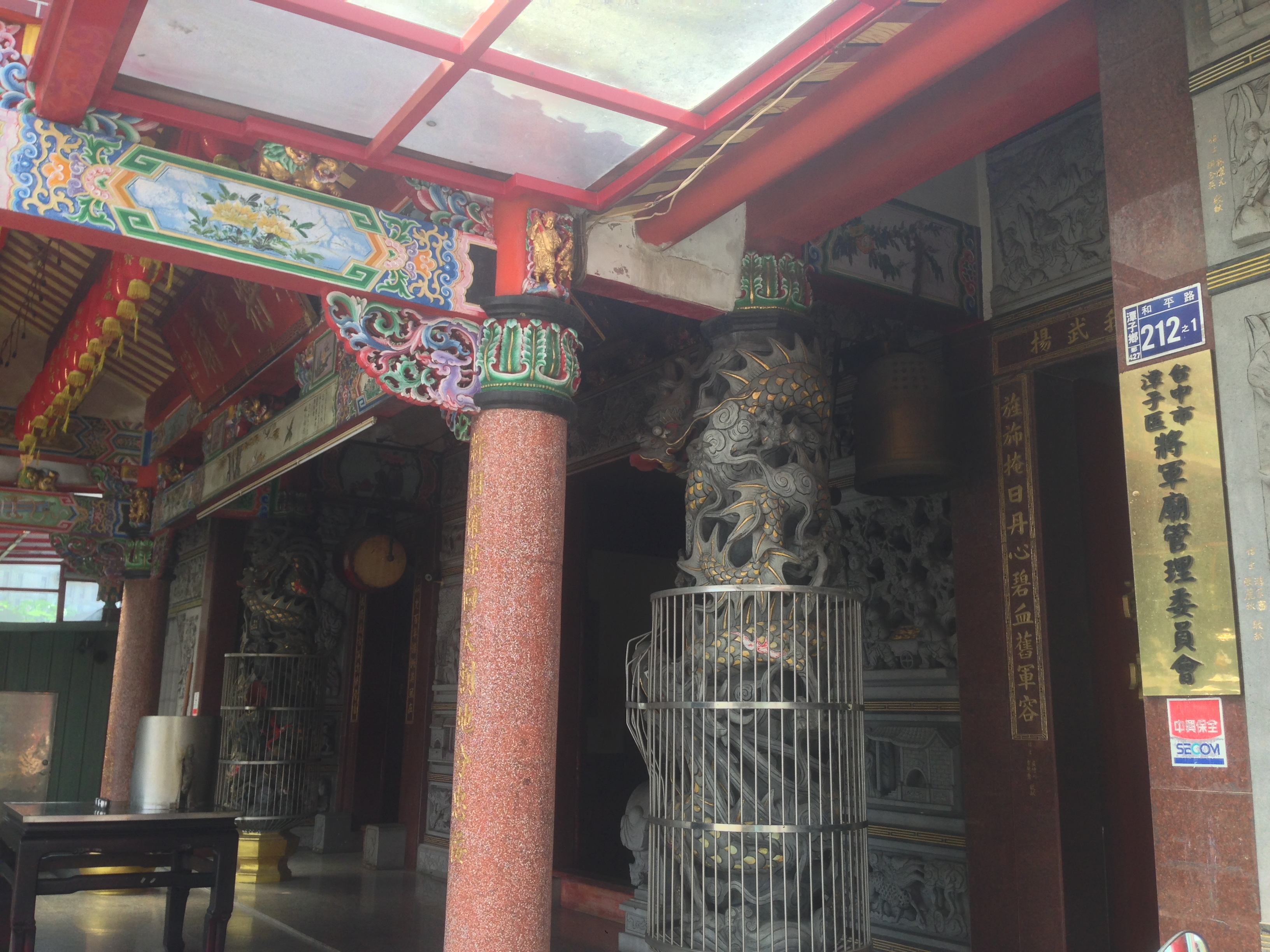
門牌為頭家里和平路212之1號。